# Zalmoxis robusta
Zalmoxis robusta is een hooiwagen uit de familie Zalmoxioidae.